# Getal van Poiseuille
Het getal van Poiseuille is een dimensieloos getal dat de verhouding tussen kracht ten gevolge van druk en viskeuze kracht weergeeft.
{\displaystyle Po={D^{2}\Delta P \over \eta LV}}
D = Diameter [m]
ΔP = Drukverschil [Pa]
η = Dynamische viscositeit [kg m−1 s−1]
L = Karakteristieke lengte [m]
V = Snelheid [m s−1]
Het getal is genoemd naar Jean Louis Marie Poiseuille (1797-1869).